# Луків (Люблінське воєводство)
Лу́ків (Лукув, пол. Łuków) — місто в східній Польщі. Адміністративний центр Луківського повіту Люблінського воєводства.

## Положення
Лежить на історичному Підляшші.

## Історія

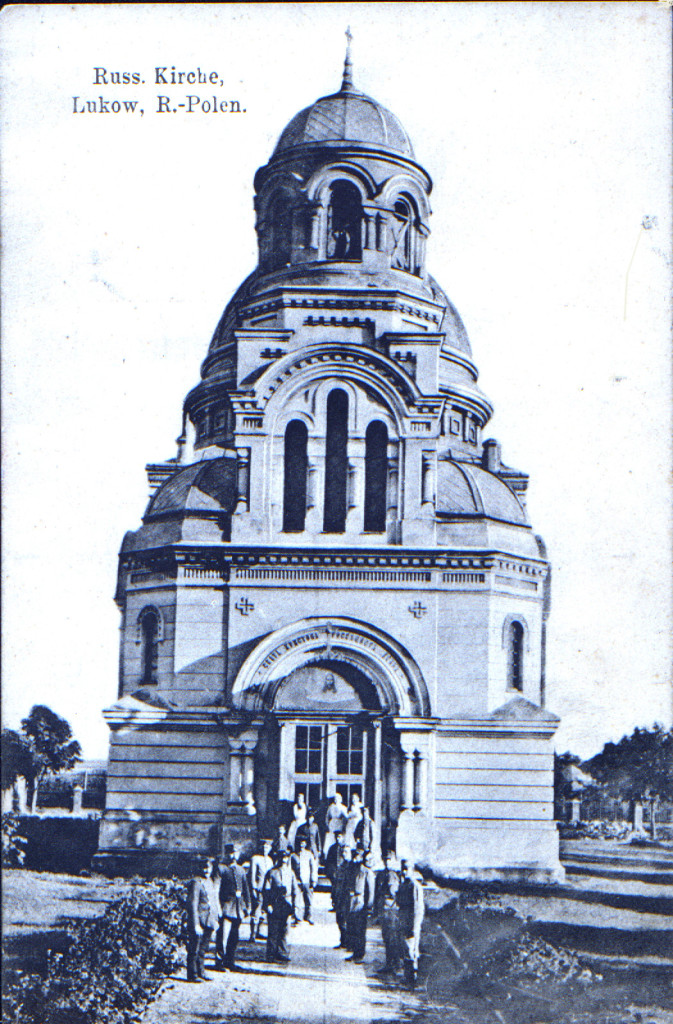
Колишня православна церква, 1916 рік

Згадується у листі Папи Римського Інокентія IV від 1254 року як «лат. provincial Lukow inter Russian». Західне граничне місто Русі. Перед Другою світовою війною в околицях Лукова ще мешкали рештки української (руської) шляхти.
У першій половині вересня 1939 року німці захопили Луків, але вже 29 вересня за пактом Ріббентропа-Молотова передали його радянській 8-ій стрілецькій дивізії 23-го стрілецького корпусу. Однак Сталін обміняв Закерзоння на Литву і 6 жовтня СРСР передав Луків німцям.

## Населення
Демографічна структура станом на 31 березня 2011 року:
|          | Загалом | Допрацездатний вік | Працездатний вік | Постпрацездатний вік |
| -------- | ------- | ------------------ | ---------------- | -------------------- |
| Чоловіки | 14956   | 3166               | 10472            | 1318                 |
| Жінки    | 16084   | 3049               | 9821             | 3214                 |
| Разом    | 31040   | 6215               | 20293            | 4532                 |

## Відомі особи

### Народилися в Лукові
- Антипович Костянтин Єрофійович (1899—1949) — український історик.
- Марія Стен (1917—2007) — польська журналістка, перекладачка літератури з іспанської мови.[11]

### Старости
- Андрій Дрогойовський

## Міста-побратими
- Баранівка[12]